# Liste der portugiesischen Botschafter in Lesotho
Die Liste der portugiesischen Botschafter in Lesotho listet die Botschafter der Republik Portugal in Lesotho auf. Die beiden Länder unterhalten seit 1976 diplomatische Beziehungen.
Erstmals akkreditierte sich ein portugiesischer Vertreter im Jahr 1980 in der lesothischen Hauptstadt Maseru. Eine eigene Botschaft eröffnete Portugal dort nicht, der Portugiesische Botschafter in Südafrika (von 1984 bis 1995 der Portugiesische Botschafter in Simbabwe) ist für Lesotho zuständig und wird dazu dort zweitakkreditiert (Stand 2019).

## Missionschefs
| Name                                     | Bild    | Amtszeit  | Anmerkungen                                                                   |
| Lesotho                                  | Lesotho | Lesotho   | Lesotho                                                                       |
| ---------------------------------------- | ------- | --------- | ----------------------------------------------------------------------------- |
| Manuel Rodrigues de Almeida Coutinho     |         | ab 1980   | Botschafter mit Amtssitz Pretoria, am 24. Februar 1980 in Maseru akkreditiert |
| Luís Augusto Martins                     |         | ab 1984   | Botschafter mit Amtssitz Harare, am 23. Juli 1984 in Maseru akkreditiert      |
| António Félix Machado de Faria e Maya    |         | ab 1988   | Botschafter mit Amtssitz Harare, am 29. Juni 1988 in Maseru akkreditiert      |
| Vasco Taveira da Cunha Valente           |         | ab 1996   | Botschafter mit Amtssitz Pretoria, am 27. Mai 1996 in Maseru akkreditiert     |
| Manuel Tomás Fernandes Pereira           |         | ab 1999   | Botschafter mit Amtssitz Pretoria                                             |
| Paulo Couto Barbosa                      |         | ab 2003   | Botschafter mit Amtssitz Pretoria                                             |
| João Nugent Ramos Pinto                  |         | ab 2009   | Botschafter mit Amtssitz Pretoria                                             |
| António Ricoca Freire                    |         | ab 2012   | Botschafter mit Amtssitz Pretoria                                             |
| Manuel Maria Camacho Cansado de Carvalho |         | seit 2017 | Botschafter mit Amtssitz Pretoria                                             |